# Boris Rasevic
Boris Rasevic (Ilidža, 26 januari 1995) is een Bosnisch-Nederlands voetballer die bij voorkeur als middenvelder speelt. Hij debuteerde in 2013 in het betaald voetbal in het shirt van PEC Zwolle.

## Loopbaan
In 2006 kwam Rasevic in de jeugdopleiding van FC Emmen die vanaf 2010 samen ging met die van sc Heerenveen. In 2011 kwam hij bij FC Zwolle. Hij debuteerde op 30 november 2013 voor inmiddels PEC Zwolle in een thuiswedstrijd tegen RKC Waalwijk, als invaller voor Stefan Nijland. In 2016 ging hij voor HHC Hardenberg spelen waar hij in oktober van dat jaar vertrok. Vervolgens trainde hij bij Jong Almere City FC. In april 2017 ging Rasevic naar de Verenigde Staten waar hij voor Cincinnati Dutch Lions FC in de USL Premier Development League gaat speelde. In het seizoen 2017/18 kwam hij uit voor VV Emmen en een seizoen later speelde hij in de Derde divisie voor Achilles '29. Na de degradatie met de club ging hij medio 2019 naar VV Hoogeveen.

## Carrièrestatistieken
| Seizoen                        | Club            | Land            | Competitie      | Competitie | Competitie | Beker | Beker | Internationaal | Internationaal | Overig | Overig | Totaal | Totaal |
| Seizoen                        | Club            | Land            | Competitie      | Wed.       | Dlp.       | Wed.  | Dlp.  | Wed.           | Dlp.           | Wed.   | Dlp.   | Wed.   | Dlp.   |
| ------------------------------ | --------------- | --------------- | --------------- | ---------- | ---------- | ----- | ----- | -------------- | -------------- | ------ | ------ | ------ | ------ |
| 2013/14                        | PEC Zwolle      | Nederland       | Eredivisie      | 2          | 0          | 0     | 0     | 0              | 0              | 0      | 0      | 2      | 0      |
| 2014/15                        | PEC Zwolle      | Nederland       | Eredivisie      | 0          | 0          | 0     | 0     | 0              | 0              | 0      | 0      | 0      | 0      |
| 2015/16                        | PEC Zwolle      | Nederland       | Eredivisie      | 1          | 0          | 0     | 0     | 0              | 0              | 0      | 0      | 1      | 0      |
| 2016/17                        | HHC Hardenberg  | Nederland       | Tweede divisie  | 3          | 0          | 1     | 0     | 0              | 0              | 0      | 0      | 4      | 0      |
| Carrière totaal                | Carrière totaal | Carrière totaal | Carrière totaal | 6          | 0          | 1     | 0     | 0              | 0              | 0      | 0      | 7      | 0      |
| Bijgewerkt tot 13 oktober 2016 |                 |                 |                 |            |            |       |       |                |                |        |        |        |        |